# Sarge Ferris
Fred Bernard Ferris, meglio conosciuto come Sarge Ferris (Waterville, 1º dicembre 1928 – Las Vegas, 12 marzo 1989), è stato un giocatore di poker statunitense.
Nel 1989 è stato inserito nel Poker Hall of Fame.
Nato nel New England da genitori emigrati dal Libano, "Sarge" Ferris si dedicò al gioco d'azzardo nella speranza di fuggire dallo stato di povertà in cui versava.
In carriera ha vinto un braccialetto delle World Series of Poker nell'edizione 1980: si aggiudicò il $10.000 No Limit Deuce to Seven Lowball con rebuy, con una vincita di 150000 $. Ferris era solito giocare ai tavoli di cash game a Las Vegas, in compagnia di Puggy Pearson, Sailor Roberts, Doyle Brunson, Amarillo Slim. Inoltre Ferris diede spesso sostegno a Stu Ungar, più volte in difficoltà nel corso della sua vita.
Ottenne una certa notorietà il 22 aprile 1983, giorno in cui l'Internal Revenue Service (l'agenzia federale statunitense che si occupa di riscossione delle imposte) gli sequestrò l'ammontare di 46 000 dollari in chips durante un torneo high-stake al Binion's Horseshoe: dollari che Ferris aveva omesso di pagaro allo Stato. Durante il seuqestro delle chips, un agente diede a Ferris una chip da 25 $, dicendogli di andarsi a comprare un taco. Ne nacque una controversia: il poliziotto venne accusato di razzismo (Ferris veniva infatti scambiato di frequente per un messicano, nonostante le sue origini libanesi). Pare tuttavia che la frase effettivamente pronunciata dal poliziotto fu differente; secondo il fratello di Feris, le parole furono: «Puoi comprare del buon cibo messicano qui».
Ferris morì di infarto il 12 marzo 1989 a Las Vegas, subito dopo aver concluso una partita di cash game. Pochi mesi dopo venne inserito nel Poker Hall of Fame.